# Dakota City (Nebraska)
Dakota City è una città della contea di Dakota, Nebraska, Stati Uniti. La popolazione era di 1.919 abitanti al censimento del 2010. È il capoluogo della contea di Dakota. Il più grande impianto di produzione di carni bovine di Tyson Foods si trova a Dakota City.

## Geografia fisica
Secondo lo United States Census Bureau, ha un'area totale di 1,20 mi² (3,11 km²).

## Storia
Dakota City fu pianificata nel 1856. Prende il nome dalla tribù dei Dakota. Dakota City fu incorporata come città nel 1858.

## Società

### Evoluzione demografica
Secondo il censimento del 2010, la popolazione era di 1.919 abitanti.

### Etnie e minoranze straniere
Secondo il censimento del 2010, la composizione etnica della città era formata dall'82,4% di bianchi, lo 0,8% di afroamericani, l'1,9% di nativi americani, il 4,5% di asiatici, lo 0,0% di oceanici, l'8,3% di altre razze, e il 2,1% di due o più etnie. Ispanici o latinos di qualunque razza erano il 29,3% della popolazione.